# Distretto di Oberpullendorf
Il distretto di Oberpullendorf (in tedesco Bezirk Oberpullendorf) è uno dei distretti dell'Austria situato nel Burgenland.

## Geografia antropica

### Città
- Oberpullendorf

### Paesi
- Deutschkreutz
- Draßmarkt
- Horitschon
- Kobersdorf
- Lockenhaus
- Lutzmannsburg
- Markt Sankt Martin
- Neckenmarkt
- Raiding
- Steinberg-Dörfl
- Stoob
- Unterfrauenhaid
- Weppersdorf

### Borghi
- Frankenau-Unterpullendorf
- Großwarasdorf
- Kaisersdorf
- Lackenbach
- Lackendorf
- Mannersdorf an der Rabnitz
- Neutal
- Nikitsch
- Oberloisdorf
- Pilgersdorf
- Piringsdorf
- Ritzing
- Unterrabnitz-Schwendgraben
- Weingraben